# Brief aan de Laodicenzen
De brief aan de Laodicenzen is een hypothetisch document dat in de 1e eeuw zou zijn geschreven door de apostel Paulus aan de vroegchristelijke gemeenschap in de Frygische stad Laodicea aan de Lycus. In theorie zijn er ruwweg drie verschillende versies van deze brief.
1. Een brief, waarschijnlijk in het Grieks, die wordt genoemd in de Brief aan de Kolossenzen  4:16: καὶ τὴν ἐκ Λαοδικείας (kai tèn ek Laodikeias, "ook de [brief] uit Laodicea").[1]
2. Een brief, waarschijnlijk in het Grieks, die volgens de auteur van de Canon Muratori een marcionitische vervalsing is.
3. Een brief in het Latijn die in sommige edities van de Vulgaat is opgenomen als Epistola ad Laodicenses; de consensus onder historici is dat dit een vervalsing is.

Alleen de Latijnse versie is overgeleverd, maar deze wordt niet als authentiek gezien. Van de waarschijnlijk Griekse versies is onduidelijk of ze ooit bestaan hebben en zo ja, of ze authentiek waren.

## Vermelding in Kolossenzen 4:16
De passage in Kolossenzen 4:16 heeft eeuwenlang vraagtekens opgeroepen. Om te beginnen wordt Paulus' auteurschap van de Brief aan de Kolossenzen betwijfeld; de auteur noemt zichzelf weliswaar Paulus, maar de stijl en theologie wijken significant af van die van Paulus in andere brieven, dus misschien is deze niet echt door Paulus geschreven. Volgens Bijbelgeleerde en katholieke priester Raymond E. Brown (1928–1998) beschouwt ongeveer 60 procent van de critici deze brief als niet door Paulus geschreven. Dat de auteur van Kolossenzen aan het eind van 4:16 met 'die' (τὴν tèn) verwijst naar een brief, ook al staat het woord 'brief' er niet letterlijk in, wordt wel algemeen aanvaard, omdat eerder in dezelfde zin de Brief aan de Kolossenzen naar zichzelf verwijst als 'deze brief' (ἡ  ἐπιστολή hé epistolé):

En wanneer deze brief door u gelezen zal zijn, zorg er dan voor dat hij ook in de gemeente van de Laodicenzen gelezen wordt, en dat ook u die uit Laodicea leest.
— Kolossenzen 4:16 HSV

De betreffende Griekse woorden καὶ τὴν ἐκ Λαοδικείας (kai tèn ek Laodikeias, "ook die uit Laodicea") wekken sterk de suggestie dat Paulus (of iemand anders die zich uitgaf voor Paulus) ook al eens een brief aan de Laodicenzen had geschreven. Er zijn echter andere mogelijkheden. Zo laat de passage zien dat de gemeenten geacht werden om verschillende brieven met elkaar uit te wisselen en dus dat brieven niet altijd gericht waren aan slechts één gemeente, maar konden functioneren als omzendbrief of encycliek. Het is daarom mogelijk dat de brief uit Laodicea niet van oorsprong aan de Laodicenzen was gericht, maar een andere gemeente of meerdere gemeenten tegelijk (bijvoorbeeld alle zeven vroegchristelijke gemeenten in Klein-Azië). Sommige historici denken dat 'de brief uit Laodicea' de Brief aan de Efeziërs is. Anderen spreken deze opvatting tegen. Hoe het ook zij, er is geen in het Grieks overgeleverde brief van Paulus bekend die expliciet gericht is aan de Laodicenzen.

## Marcionitische versie volgens de Canon Muratori
Een brief aan de Laodicenzen wordt genoemd in de Canon Muratori.:24:35 De anonieme auteur van de Canon Muratori beweerde dat twee documenten die destijds circuleerden, waarvan beweerd werd dat het brieven van Paulus aan de Laodicenzen en de Alexandrijnen waren, "vervalst zijn in naam van Paulus om de ketterij van Marcion te [verspreiden]." Het is niet bekend wat er in deze brief zou hebben gestaan. Sommige historici hebben geopperd dat het de Vulgaatbrief was (zie hieronder), terwijl anderen menen dat het meer expliciet marcionitisch had moeten zijn, aangezien de Epistola ad Laodicenses in de Vulgaat vrijwel letterlijk teksten uit andere Paulijnse brieven heeft gekopieerd. Anderen vermoeden dat het de Brief aan de Efeziërs betreft.

## Epistola ad Laodicensesin de Vulgaat
In sommige edities van de Vulgaat is de Epistola ad Laodicenses (letterlijk "Brief aan de Laodicenzen") opgenomen. Deze brief, alleen bekend in het Latijn, zou de brief van Paulus zijn die wordt genoemd in Kolossenzen 4:16. De oudste overlevering bevindt zich in de Codex Fuldensis, een op de Vulgaat gebaseerd handschrift dat is geproduceerd tussen 541 en 546. Naar algemeen wordt aangenomen gaat het om een pseudepigraaf (een vervalsing van iemand die zich voordoet als Paulus). Hij is dan ook buiten de canon van de Bijbel gebleven. Desalniettemin is hij opgenomen in meer dan honderd vroege exemplaren van de Bijbel in het Latijn. Daarnaast verscheen hij in alle Duitse Bijbelvertalingen vóór die van Maarten Luther. De brief werd dus toch lange tijd voor canoniek gehouden. Op het Concilie van Florence (1439–43) was de brief echter niet meer opgenomen in de lijst van canonieke geschriften.
De Epistola ad Laodicenses bevat vrijwel geen doctrine die nergens anders terug te vinden is in het Nieuwe Testament. In feite is het een korte compilatie van verzen uit andere Paulijnse brieven, hoofdzakelijk de Brief aan de Filippenzen. Historici zijn het oneens of dit de verloren marcionitische vervalsing is die wordt vermeld in de Canon Muratori, of een (proto-)orthodoxe vervanging van de marcionitische tekst. In beide gevallen wordt het over het algemeen beschouwd als een "slordige vervalsing" en een poging om het door Kolossenzen 4:16 gesuggereerde hiaat op te vullen.